# خوذية (خنفساء)
خوذية أو كَسيّد (الاسم العلمي: Cassida)، جنس خنافس كبيرة من العالم القديم من فُصيلة خنافس السلحفاة وفصيلة خنافس الورق.